# نيمانيا أنتونوف
نيمانيا أنتونوف (بالسيريلية الصربية: Немања Антонов) (6 مايو 1995 في صربيا - ) هو لاعب كرة قدم صربي في مركز الدفاع. شارك مع منتخب صربيا تحت 17 سنة لكرة القدم ومنتخب صربيا تحت 19 سنة لكرة القدم ومنتخب صربيا تحت 20 سنة لكرة القدم ومنتخب صربيا تحت 21 سنة لكرة القدم. أما مع النوادي، فقد لعب مع نادي أو إف كيه بيوغراد ونادي غراسهوبر زيوريخ.

## وصلات خارجية
- نيمانيا أنتونوف على موقع الاتحاد الدولي (مؤرشف)  (الإنجليزية)
- نيمانيا أنتونوف على موقع الاتحاد الأوربي (الإنجليزية)
- نيمانيا أنتونوف على موقع قاعدة بيانات كرة القدم.إي يو (الإنجليزية)
- نيمانيا أنتونوف على موقع Soccerway.com (الإنجليزية)

{{شريط تصفح تشكيلة فريق كرة قدم
|الاسم=
|اسم الفريق= نادي أويبست
|القائمة=
- 3 Fehér
- 4 Babós
- 5 Davit Kobouri [الإنجليزية]‏
- 6 Damian Rasak [الإنجليزية]‏
- 9 Fran Brodić [الإنجليزية]‏
- 10 ماتياش تتايتي [الإنجليزية]‏
- 11 Krisztofer Horváth [الإنجليزية]‏
- 14 بيريدزي
- 15 Mi. Mucsányi
- 17 Aljoša Matko [الإنجليزية]‏
- 18 Tom Lacoux [الإنجليزية]‏
- 21 Helmich
- 22 تاماس
- 23 Dávid Banai [الإنجليزية]‏
- 24 Tiago Gonçalves (footballer, born 2000) [الإنجليزية]‏
- 25 Nimród Baranyai [الإنجليزية]‏
- 26 Geiger
- 28 Radošević
- 30 نونيز
- 33 بيشه
- 34 Milan Tučić [الإنجليزية]‏
- 35 André Duarte [الإنجليزية]‏
- 37 Mező
- 39 Gleofilo Vlijter [الإنجليزية]‏
- 44 Bence Gergényi [الإنجليزية]‏
- 45 ميدييروس
- 47 Márk Mucsányi [الإنجليزية]‏
- 55 فيولا
- 57 Tóth
- 88 Matija Ljujić [الإنجليزية]‏ ()
- 93 بيسكيتيلي
- 96 Eckl
- 99 Juhász
- آدمي
- مدرب: Damir Krznar [الإنجليزية]‏